# Station Saint-Léonard
Station Saint-Léonard is een spoorwegstation in de Franse gemeente Saint-Léonard.